# Lokåstjärnen
Lokåstjärnen är en sjö i Strömsunds kommun i Ångermanland och ingår i Ångermanälvens huvudavrinningsområde. Sjön har en area på 0,0762 kvadratkilometer och ligger 225,8 meter över havet.

## Delavrinningsområde
Lokåstjärnen ingår i det delavrinningsområde (706694-151586) som SMHI kallar för Rinner till Vängelsjöns dämningsomr.. Medelhöjden är 265 meter över havet och ytan är 6,05 kvadratkilometer. Det finns inga avrinningsområden uppströms utan avrinningsområdet är högsta punkten. Vängelälven som avvattnar avrinningsområdet har biflödesordning 3, vilket innebär att vattnet flödar genom totalt 3 vattendrag innan det når havet efter 132 kilometer. Avrinningsområdet består mestadels av skog (79 procent). Avrinningsområdet har 0,1 kvadratkilometer vattenytor vilket ger det en sjöprocent på 1,7 procent.